# Josh Wolff
Joshua David "Josh" Wolff, född den 25 februari 1977 i Stone Mountain i Georgia, är en amerikansk fotbollstränare och före detta professionell fotbollsspelare.

## Klubbkarriär
Wolff spelade som junior i collagelaget South Carolina Gamecocks innan han 1998 gick till Chicago Fire. Där tangerade Wolff antalet gjorda mål för en rookie (åtta) under sin första säsong, det på endast 14 matcher. Wolff spelade i Chicago tre år till, men drogs med många skador.
Innan MLS-draften 2003 bytte Chicago bort Wolff till Kansas City Wizards mot ett draftval, som Chicago senare använde för att knyta till sig Nate Jaqua. Wolff kom senare att missa större delen av säsongen 2003 på grund av ännu en knäskada. Han kom tillbaka och gjorde 20 mål under de efterföljande två säsongerna.
I september 2006 var Wolff på provspel hos engelska Derby County. Han gjorde gjorde bra ifrån sig och en affär var klar, dock fick inte Wolff arbetstillstånd och affären sprack. Wolff åkte då och provspelade med 1860 München, där han skrev på ett kontrakt som sträckte sig till sommaren 2008.
I juni 2008 gick Wolff tillbaka till Kansas City Wizards, där han spelade i två år. Den 15 december 2010 gick han till DC United. Den 28 november 2012 meddelade Wolff att han kommer att sluta med fotbollen och i stället bli assisterande tränare för DC United.

## Landslagskarriär
Wolff gjorde nio mål på 52 matcher för USA. I OS 2000 gjorde Wolff två mål, då USA kom fyra. I VM 2002 spelade Wolff fram till 1–0-målet i åttondelsfinalen mot Mexiko som USA vann med 2–0. Sin sista match i landslaget gjorde han mot Spanien den 4 juni 2008.

### Landslagsmål
| Nr | Datum            | Spelplats               | Motståndare | Mål | Resultat | Tävling                |
| -- | ---------------- | ----------------------- | ----------- | --- | -------- | ---------------------- |
| 1  | 25 oktober 2000  | Los Angeles             | Mexiko      | 2–0 | 2–0      | Vänskapsmatch          |
| 2  | 28 februari 2001 | Columbus                | Mexiko      | 1–0 | 2–0      | VM-kval 2002           |
| 3  | 25 april 2001    | Kansas City             | Costa Rica  | 1–0 | 1–0      | VM-kval 2002           |
| 4  | 2 februari 2002  | Pasadena                | Costa Rica  | 1–0 | 2–0      | CONCACAF Gold Cup 2002 |
| 5  | 16 maj 2002      | East Rutherford         | Jamaica     | 1–0 | 5–0      | Vänskapsmatch          |
| 6  | 16 maj 2002      | East Rutherford         | Jamaica     | 3–0 | 5–0      | Vänskapsmatch          |
| 7  | 20 juni 2004     | Saint George's, Grenada | Grenada     | 2–1 | 3–2      | VM-kval 2006           |
| 8  | 16 juli 2005     | Foxborough              | Jamaica     | 1–0 | 3–1      | CONCACAF Gold Cup 2005 |
| 9  | 12 november 2005 | Glasgow, Skottland      | Skottland   | 1–0 | 1–1      | Vänskapsmatch          |

## Tränarkarriär
Efter flera uppdrag som assisterande tränare och även som assisterande förbundskapten för USA anställdes Wolff i juli 2019 som Austin FC:s första huvudtränare någonsin. I oktober 2024 lämnade han klubben.

## Meriter

### Klubblag
- Chicago Fire
  - MLS Cup: 1998
  - US Open Cup: 1998, 2000

- Kansas City Wizards
  - US Open Cup: 2004

### Landslag
- USA
  - Concacaf Gold Cup: 2002, 2005